# Пара Брахман
Пара Брахма́н (санскр. परब्रह्म) в індуїстській філософії є «Верховним Брахманом» те, що перебуває поза будь-якими описами та концептуалізаціями. Його описують як безформне (в тому сенсі, що воно позбавлене Майї), яке вічно пронизує все, скрізь у Всесвіті та будь-що за його межами.
Парам Брахма концептуалізується по-різному. У традиції Адвайта-Веданти Парам Брахма є синонімом ніргуна Брахмана, тобто Абсолюту без атрибутів. Навпаки, у традиціях Двайта Веданти та вішістадвайта-веданти Парам Брахма визначається як сагуна брахман, тобто Абсолют з атрибутами. У вайшнавізмі, шиваїзмі та шактизмі Вішну, Шива та Аді Шакті відповідно є Парам Брахмою. Махаганапаті вважається Парам Брахмою сектою Ганапатья. Картікейя вважається Парам Брахмою сектою Картікейя.

## Етимологія
Para — санскритське слово, яке означає «вищий» в деяких контекстах і «найвищий або самий вищий» серед інших.
Брахман в індуїзмі означає Абсолют, Остаточну Реальність у Всесвіті. У головних школах індуїстської філософії це нематеріальна, дієва, формальна та остаточна причина всього, що існує. Брахман є ключовим поняттям, яке міститься у Ведах і широко обговорюється в ранніх Упанішадах і в літературі Адвайта Веданти.

## Адвайта Веданта
В Адвайта Веданта Пара Брахман визначається як ніргуна Брахман, або Брахман без форми чи якостей. Це стан повного знання себе як тотожного трансцендентальному Брахману, стан ментально-духовного просвітлення (джнана-йога). Воно контрастує з Сагуна Брахманом, який є станом любовного усвідомлення (Бгакті-йога). Адвайта-Веданта не дуалістично стверджує, що Брахман є божественним, Божественне є Брахманом, і це ідентично тому, що є Атман (своя душа, найпотаємніше я) і ніргуна (без атрибутів), нескінченне, любов, істина, знання, «буття-свідомість-блаженство».
За словами Еліота Дойча, Ніргуна Брахман — це «стан буття» , у якому всі дуалістичні відмінності між власною душею та Брахманом стираються та долаються. Навпаки, Сагуна Брахман є місцем, де відмінності гармонізуються після прийняття подвійності між власною душею та Брахманом.
Адвайта описує риси недуалістичного досвіду,  в якому суб’єктивний досвід також стає «об’єктом» знання та феноменальною реальністю. Абсолютна Істина одночасно є суб’єктом і об’єктом, тому немає якісної різниці:
- «Вчені трансценденталісти, які знають Абсолютну Істину, називають цю неподвійну субстанцію Брахманом, Параматмою або Бхагаваном». (Бхагавата Пурана 1.2.11)[15][16].
- «Той, хто усвідомлює Верховного Брахму, досягає найвищого щастя. Цей Верховний Брахма є Вічною Істиною (сатьям), Всезнаючим (джнянам), Нескінченним (анантам)». (Taittiriya Upanishad 2.1.1)[17].

Упанішади стверджують, що Верховний Брахма є Вічним, Свідомим і Блаженним sat-chit-ânanda. Усвідомлення цієї істини те саме, що бути цією істиною:
- «Єдине — це Блаженство. Кожен, хто сприймає Блаженне, джерело насолоди, стає блаженним назавжди». (Taittiriya Upanishad 2.7.1-2)[18].
- «Знай, що Всевишній є Блаженством». (Бріхадараньяка Упанішада 2.9.28)

## Вайшнавізм
У вайшнавізмі Вішну (Нараяна) розглядається як Пара Брахман (Адинараяна). Вішну у своїй Вішварупі вважається вищим. Його обитель називається Вайкунтха, а ім'я там Пара Васудева. Згідно з суктою Нараяна в Яджурведе, він зображений як єдиний Адіпуруша. Нараяна, в індуїзмі, вважається Вищою Істиною (Брахманом), творцем із тисячею голови, тисячі очей і тисяч рук, і цей гімн співається для поклоніння Нараяні, всесвітньому Я (Параматман).

## Шиваїзм
У шиваїзмі Шива є Пара Брахманом. Парашива, найвища форма Господа Шиви, вважається Пара Брахманом. Згідно з міфологією, Парашива є єдиним втіленням усіх душ і божеств. Він також зображений як єдиний Адіпуруша або Махадева.

### Кашмірський шиваїзм
У кашмірському шиваїзмі Свачханда Бхайрава вважається вищою формою Шиви. Кашмірський шиваізм вважає Свачханду Бхайраву Пара Брахманом. Кашмірський шиваізм вважає турію, або четвертий стан свідомості, станом Брахмана. Це не неспання, не сон і не глибокий сон. Він існує на стику між будь-яким із цих трьох станів, тобто між неспанням і сновидінням, між сновидінням і глибоким сном і між глибоким сном і неспанням. У кашмірському шиваїзмі існує п'ятий стан свідомості, який називається Туріятіта - стан поза Турією, який представляє Парабрахмана. Туріятіта, яку також називають порожнечею або шуньєю, є станом, у якому людина досягає звільнення, інакше відомий як дживанмукті або мокша.

## Шактизм
У шактизмі Аді Парашакті вважається Пара Брахманом як із якостями, так і без них, а також Брахманом у його енергетичному стані, остаточною реальністю. Згідно з Деві Суктам і Шрі Суктам у Рігведі, вона є лоном усього створіння. Таким чином Махакалі є епітетом Брахмамайі, що означає «Та, чиєю сутністю є Брахман». Тридеві є вищою формою Аді Парашакті. Її вічна обитель називається Манідвіпа .

## Сикхізм і Сант Мат
У сикхізмі та Сант Мат Акшар Пуруш називається Парабрахманом. Парабрахман не є Брахманом, тому мовою святих його називають Парабрахманом (Пара = наступний). Він швидкопсувний. Акшар Пуруш ( Парабрахман) походить від Ачінта ( сина Сатпуруша ). Ачинту доручили якусь роботу. Для допомоги в його роботі він створив Акшара Пуруша (Парабрахмана), але Акшар Пуруш допустив деяку недбалість у своїй роботі, через що його було вигнано з Сатлока разом із сімома санхами Брахмандами.